# Norbert Hrnčár
Norbert Hrnčár (Nitra, 9 giugno 1970) è un allenatore di calcio ed ex calciatore slovacco, di ruolo centrocampista.

## Palmarès

### Giocatore

#### Competizioni nazionali
- 2. Liga (Slovacchia): 1

Nitra: 1994-1995
- Campionato slovacco: 1

Slovan Bratislava: 1998-1999
- Coppa di Slovacchia: 1

Slovan Bratislava: 1998-1999
- Supercoppa di Slovacchia: 1

Slovan Bratislava: 1999